# Tossal Roig (Ivars de Noguera)
El Tossal Roig és una muntanya de 400 metres que es troba al municipi d'Ivars de Noguera, a la comarca catalana de la Noguera.